# Mah Laqa Bai
Mah Laqa Bai (7 avril 1768 – août 1824), née Chanda Bai, et parfois appelée Mah Laqa Chanda, est une poétesse ourdou indienne du XVIIIe siècle, courtisane et philanthrope basée à Hyderabad. En 1824, elle devient la première poétesse à avoir un diwan (recueil de poèmes) de son œuvre, une compilation de Ghazals en ourdou nommée Gulzar-e-Mahlaqa, publiée à titre posthume. Elle vit à une époque où le dakhini (une version de l'ourdou) fait sa transition vers l'ourdou hautement persanisé. Ses contributions littéraires donnent un aperçu de ces transformations linguistiques dans le sud de l'Inde.
Mah Laqa Bai est une courtisane influente du Deccan ; le Nizam, dirigeant d'Hyderabad, la nomme à l'omarah (la plus haute noblesse) et, en tant que proche affiliée à la cour, elle participe aux discussions sur la politique de l'État et accomplit les engagements diplomatiques qui lui sont assignés. Experte en lancer de lance, en tent pegging et en tir à l'arc, elle accompagne Nizam II dans trois batailles, expéditions de chasse et camping. Elle se déplace en palanquin avec des gardes et des tambours annonçant son arrivée.
En 2010, son mémorial à Hyderabad, qui abrite sa tombe, son caravansérail et une mosquée, est restauré grâce à des fonds donnés par le gouvernement fédéral des États-Unis.

## Biographie
Mah Laqa Bai est née sous le nom de Chanda Bibi le 7 avril 1768 à Aurangabad, dans l'actuel Maharashtra,:120. Sa mère est Raj Kunwar, une courtisane origianire du Rajputana, et dont le père est Bahadur Khan, qui sert comme Mansabdar (fonctionnaire militaire) à la cour de l'empereur moghol Muhammad Shâh. Khan émigre de Delhi vers Hyderabad Deccan où il rencontre et épouse Raj Kunwar:107. Chanda Bibi est adoptée par Mehtaab Ma, la sœur sans enfant de Kunwar, qui est la courtisane préférée — presque une consort régulière — de Nawab Rukn-ud-Daula, un Premier ministre du Nizam d'Hyderabad.
Nawab Rukn-ud-Daula s'intéresse personnellement à la formation de Chanda Bibi et lui fournit les meilleurs professeurs. En grandissant, elle a accès à une bibliothèque bien dotée et est exposée à la culture dynamique d'Hyderabad. À l'âge de 14 ans, elle excelle dans l'équitation et le tir à l'arc. C'est le deuxième Nizam (Mir Nizam Ali Khan) qui lui confère le titre de « Mah Laqa Bai »:522. Grâce à ses compétences, elle accompagne le Nizam II dans trois guerres ; vêtue d'une tenue masculine, elle est connue pour ses compétences à l'arc et au javelot pendant les guerres. En raison de ses contributions, les Nizams lui décernent des Jagir (terres) à plusieurs reprises,:81 & 124,:172–3,:355–6 qui comprennent les quartiers d'Hyderguda, Chanda Nagar, Syed Pally et Adikmet. À une occasion, elle reçoit le titre de Mah Laqa — signifiant « Visage de la Lune ». Bien qu'elle ne se soit jamais mariée, elle est amoureuse de Raja Rao Rambha Rao (un chef militaire marathe qui dirige une cavalerie de 20 000 hommes, combat l'empire marathe sous Nizam II et devient son Amir-ul-Umra préféré), et a l'habitude d'admirer le capitaine Sir John Malcolm (un assistant de James Achilles Kirkpatrick, le résident britannique à Hyderabad):81 & 124,:172–3,:355–6,.
Elle est une femme influente à la cour des deuxième et troisième Nizam d'Hyderabad:365–85. À cette époque, elle est la seule femme à être publiquement reconnue dans l’État d’Hyderabad. De plus, elle est nommée à l'omarah, la plus haute noblesse. Mah Laqa est fréquemment consulté par les dirigeants de l'État sur des questions politiques:81. En guise de fierté pour la noblesse de l'époque, un bataillon de 500 soldats est réservé pour marcher avec elle lorsqu'elle rend visite à n'importe quel fonctionnaire. Elle est également courtisane pendant que les Nizams tiennent la cour et est la maîtresse des premiers ministres des Nizams. Elle meurt en 1824 et lègue ses propriétés, notamment des terres, de l'or, de l'argent et des bijoux sertis de diamants, à des femmes sans abri. Sa résidence, située à Nampally, Hyderabad, est aujourd'hui transformée en une université pour filles subventionnée par le gouvernement. Mah Laqa de l'Inde du Sud est la contemporaine de poètes renommés comme Mir Taqi Mir, Mirza Muhammad Rafi Sauda (en) et Khwaja Mir Dard (en) du nord de l'Inde. Elle meurt à Hyderabad en août 1824:178.

## Réalisations

### Poésie

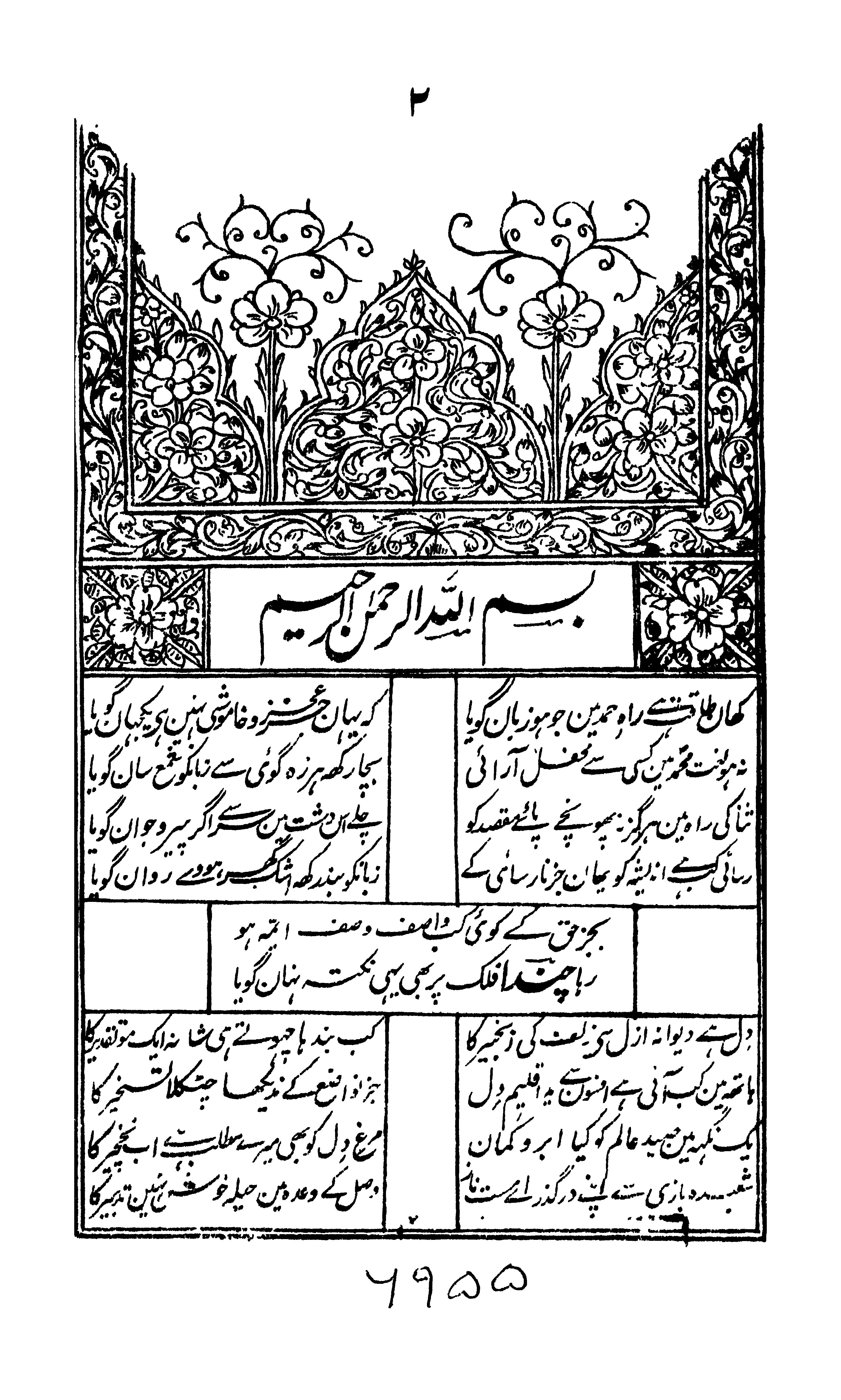
La première page du Dewan de Mah Laqa Chanda

Mah Laqa est influencée par l'œuvre littéraire du poète mystique Siraj Aurangabadi (en) (1715-1763):121,:4109 et apprend la poésie auprès de Nawab Mir Alam, qui devient plus tard Premier ministre de l'État d'Hyderabad. Sa langue maternelle est l'ourdou et elle parle également couramment l'arabe, le persan et le bhodjpouri:118 & 123. Elle est la première poétesse à écrire un diwan, une collection complète de ghazals ourdous. La collection, nommée Gulzar-e-Mahlaqa, comprend 39 ghazals, et chaque ghazal se compose de 5 distiques. Le recueil est publié en 1824 après sa mort:121–2,. Le Diwan e Chanda est un recueil manuscrit des 125 ghazals de Mah Laqa, compilé et calligraphié par elle en 1798. Il est signé et offert au capitaine Malcolm le 18 octobre 1799, lors d'un spectacle de danse à la résidence de Mir Alam. Il est aujourd'hui conservé au British Museum,:521–2.
Son nom de plume est Chanda. Les mots ourdou Bulbul (passeri), Gul (bouton de rose) et Saqi (celui qui sert du vin) reviennent comme thèmes dans ses ghazals:121–2,. Sa popularité dans la lecture de poésie fait d'elle la première femme poète de la région à participer et à présenter ses poésies à un mushaira (symposium poétique) auparavant réservé aux hommes. Parallèlement à sa poésie, elle chante parfois les chansons composées par l'empereur moghol Muhammad Shah et le sultan de Bijapur Ibrahim Adil Shah II:81 & 129.
|  |

### Chant et danse

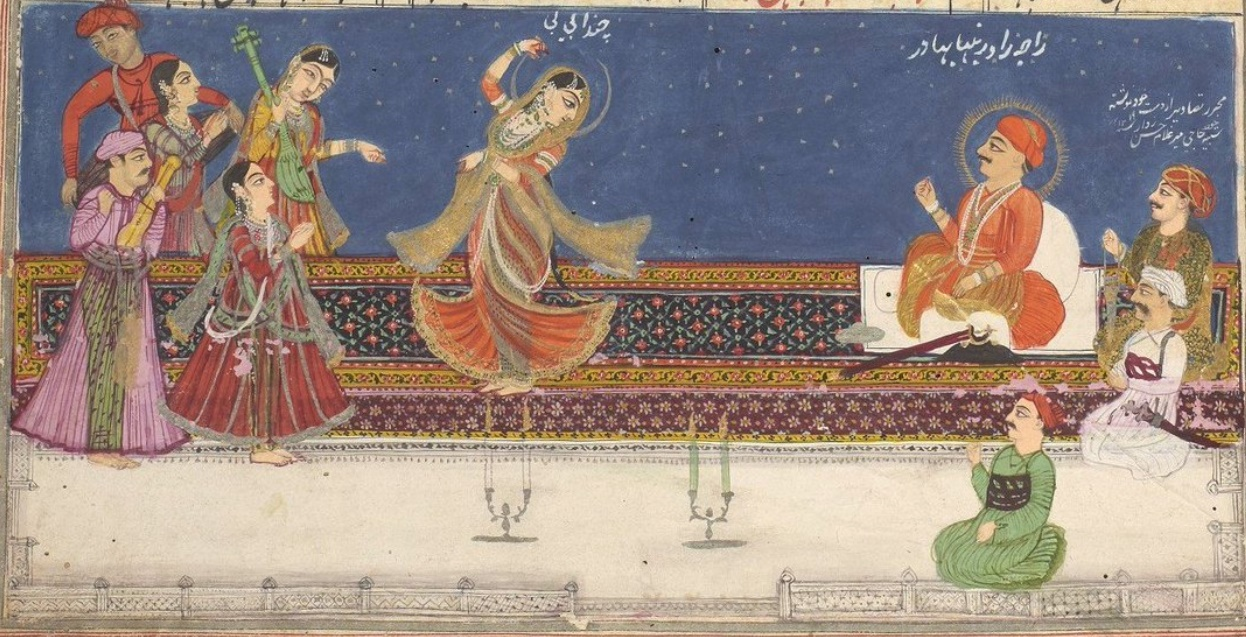
Mah Laqa danse à la cour.

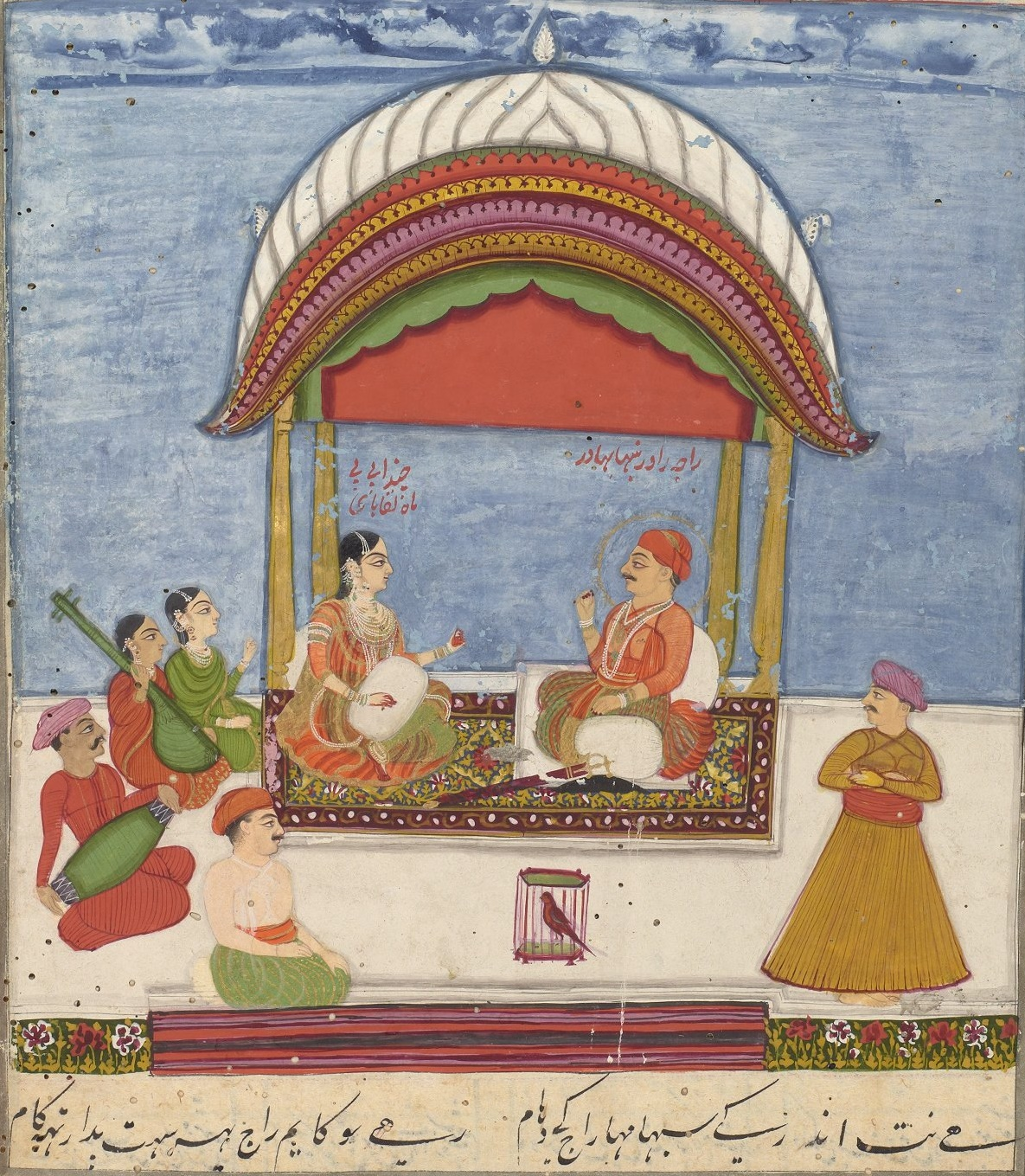
Mah Laqa chante de la poésie.

Mah Laqa apprend le chant et la musique classique indienne en se spécialisant en Thumri auprès de Khushhal Khan, un maître musicien de son temps:16, et arrière-petit-fils du Tansen, le maestro de la cour moghole. Elle excelle dans le chant ghazal dans plusieurs râga (modes mélodiques) et Taal (rythmes) ; elle est adepte du Yaman râga et du Khayal Tâppa qu'elle chante lors d'occasions spéciales. Mah Laqa préfère utiliser le râga Bhimpalasi dans les ghazals romantiques. Lorsqu'elle chante des chansons soufies, elle utilise le râga Dhrupad mélangé avec du taal chautala et du raga Bhairavi:118 & 128.
Mah Laqa excelle dans le chant des paroles d'amour accompagnées du style Deccan de la danse kathak qui est populaire et pratiquée par les courtisanes dans les cours du vice-roi sous le dernier Moghol,. Selon Pallabi Chakravorty et Nilanjana Gupta dans leur livre Dance Matters Too en 2018, il n'existe aucune œuvre écrite spécifique sur la forme de danse de Mah Laqa Bai, diverses poses capturées dans ses portraits, ses peintures miniatures et basées sur les recherches modernes, il est noté qu'elle pratique le style Deccan du kathak dans le style Deccan qui n'existe plus à l'époque actuelle. Mah Laqa Bai fréquente des centres de formation en danse et en musique et dote un institut dirigé par sa fille adoptive Husn Laqa Bai pour poursuivre une lignée d'artistes de danse afin d'apprendre le style Deccan du kathak:25. D'après les peintures miniatures exposées et exposées par le musée Salar Jung sur Google Arts & Culture en 2016, Mah Laqa Bai apprend la danse auprès du maître Panna Maharaj et de Khushhal Khan:5.
Mah Laqa Bai fonde un centre culturel dans lequel elle forme 300 filles avec d'autres maîtres. La bibliothèque de Maha Laqa contient des manuscrits et des livres de poésie ainsi que des collections artistiques et scientifiques. Elle parraine et supervise la publication de Mahnama, un livre historique sur la renaissance de l'État d'Hyderabad. Bien que Mah Laqa pratique l'islam, elle est influencée par la compréhension des livres et de la philosophie hindous. Un auteur étudie ses écrits et déclare que « ses vers ont une sonorité darbari distincte dans laquelle elle fait l'éloge du roi et des nobles, un style courant employé par les poètes aux XVIIe et XVIIIe siècles »:81 & 122.

### Maîtresse
Après la bataille de Kharda en 1795, Nizam II est vaincu par le marathe Madhavrao II, ce qui condit au traité de Kharda. Selon le traité, Nizam II doit céder certains des territoires de l'Empire marathe avec Arastu Jah (alors Kiladar d'Aurangabad) comme otage à Pune. Après ses deux années d'emprisonnement, en 1797, Arastu Jah réussit à influencer certains dirigeants de l'Empire marathe pour canaliser sa libération et rétablir les territoires cédés par Nizam II. Ce succès diplomatique d'Arastu Jah impressionne Nizam II et il est nommé Dewan d'Hyderabad. Mah Laqa Bai est initialement présentée à Nizam II par Arastu Jah pour l'influencer et veut être consciente de son herem. C'est sous le patronage d'Arastu Jah que Mah Laqa commence sa carrière de poétesse et, à l'initiative d'Arastu Jah, sa collection de poésie est publiée sous la forme de diwan en 1798:169–70,:336–39.

### Batailles et expéditions
Mah Laqa Bai maîtrise le lancer de lance, le tent pegging et le tir à l'arc à l'âge de quatorze ans, pour lesquels elle est connue comme une brillante interprète et une guerrière talentueuse. Elle participe aux trois batailles menées par Nizam II (la bataille de Kolar en 1781, celle de Nirmal en 1782 et celle de Pangal en 1789) pour la plupart vêtue d'une tenue de combat masculine et faisant preuve de compétences exceptionnelles en matière de lancer de lance. Elle accompagne aussi Nizam II lors de plusieurs expéditions de chasse:1–5,,.
Mah Laqa Bai possède une expertise dans les négociations diplomatiques, pour lesquelles le Premier ministre d'Hyderabad de l'époque, Mir Alam, ne peut la renverser. Elle aime beaucoup les chevaux et son attachement au général Maratha Rao Ramba culmine en raison de leur amour pour les chevaux. Une fois en mission diplomatique auprès de la cour des dirigeants de l'Empire marathe à Pune, le ministre en chef de l'Empire, Nana Phadnavis, est étonné par la profonde compréhension de Mah Laqa Bai des chevaux arabes, qu'elle achète à un commerçant français pour elle-même et comme cadeau pour Rao Ramba:177,:65,:1–5,.

## Mémorial
Près d'une colline de Moula-Ali, Hyderabad, Mah Laqa construit une enceinte fortifiée où elle tient fréquemment des mushairas. À l'intérieur de cette enceinte, elle construit une tombe pour sa mère biologique en 1792. Après sa mort, Mah Laqa est enterrée à côté de sa mère:14,. Le tombeau est construit dans le style des architectures moghole et rajasthani selon le modèle Tchaharbagh. Outre le mausolée, le complexe contient un pavillon au centre qui est finement décoré de stucs, un caravansérail, une mosquée et deux puits à degrés,. Sur un bois de teck sculpté au-dessus de la porte de son mausolée, on peut voir une inscription en ourdou qui se traduit par:13 :

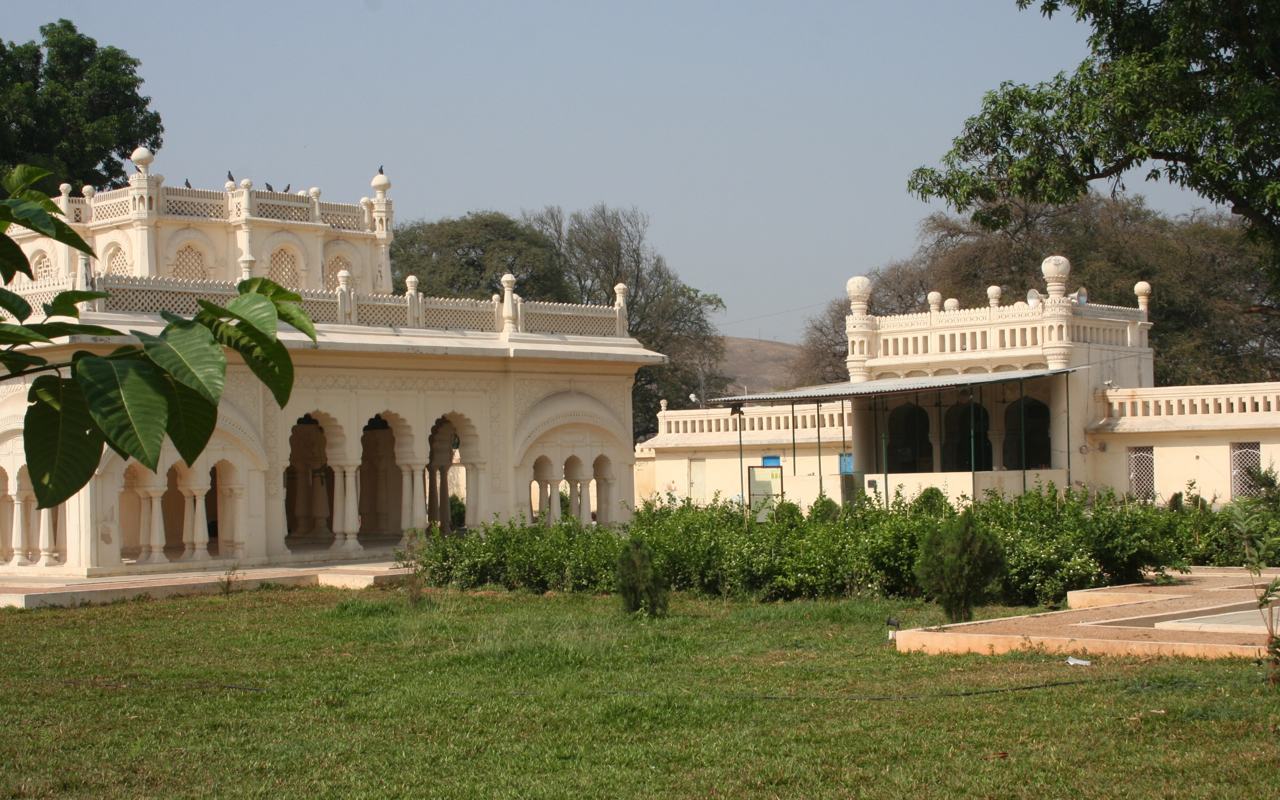
Vue de la zone du campus qui contient le tombeau et une mosquée.

| Cyprès du jardin de la grâce et rosier du bosquet de la coquetterie, un ardent amoureux d'Hydar et suppliant du Panjtan. Quand la nouvelle de l'avènement de la mort arriva de Dieu, elle l'accepta de tout son cœur et le ciel devint sa demeure. La voix de l'orateur invisible a appelé son chronogramme, Hélas! Mah Laqa du Deccan partit pour le ciel en 1240 A.H. |

Scott Kugle, professeur à l'Université Emory et chercheur, étudie la vie de Mah Laqa Bai. Au cours de ses études, il découvre ce mémorial dans un état de délabrement et propose l'idée de le rénover. En 2010, en utilisant des fonds du gouvernement fédéral des États-Unis par l'intermédiaire du bureau du consulat général à Hyderabad, le Centre d'études du Deccan lance un projet de rénovation d'un an. L’Organisation musulmane pour l’éducation, la société et la culture apporte également son soutien au projet. Dans ce projet de rénovation, les débris sont déblayés, les canaux d'eau sont reconstruits, les arbres, les buissons, les bâtiments et leurs décorations exquises sont restaurés,,.

## Héritage et influence

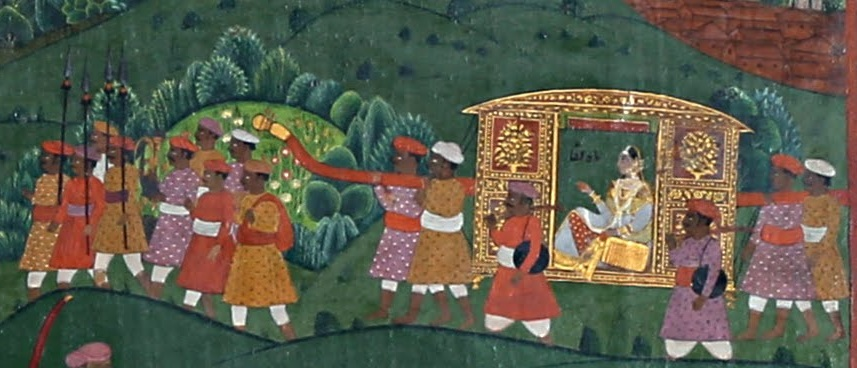
Mah Laqa sur un palanquin (découpe d'une scène de caravane de chasse de Nizam II).

Selon Sajjad Shahid (en), Mah Laqa Bai a inspiré le célèbre roman de Mirza Hadi Rusw, Umrao Jaan Ada (en) (1899). Umrao Jaan Ada est considéré comme le premier véritable roman de la littérature ourdou. Abdul Halim Sharar (en) présente Mah Laqa Bai dans son roman ourdou Husan Kay Dakoo (1913-1914) comme une femme bien informée qui bénéficie du système éducatif moderne:472. Narendra Luther (en) affirme que Mah Laqa Bai est la première femme poétesse indienne dont l'anthologie est publiée et « a apporté beaucoup de fierté à Hyderabad ». Lors d'un séminaire « Femmes folles et divines » (2011), Scott Kugle déclare que Mah Laqa Bai, en plus d'être une courtisane aristocratique, est une mystique dévouée et épris d'éléments soufis et bhakti.
En 2013, lors du festival du patrimoine d'Hyderabad, une pièce de théâtre monologue Maha Laq Bai Chanda sur la vie de Mah Laqa est parrainée par le Département du tourisme de l'État d'Andhra Pradesh. La pièce est mise en scène par Vinay Varma ; Ratika Sant Keswani joue le rôle de Mah Laqa bai,.

## Lectures complémentaires
- (ur) Shafqat Rizvi, Divan-e Mahlaqa Bai Chanda, Lahore, Majlis-e-taraqqi-e-adab, 1990.